# یک مرد، یک شهر
یک مرد، یک شهر فیلمی به کارگردانی حسن هدایت محصول سال ۱۳۸۶ است.

## داستان
«اسماعیل مینوی» کارآگاه پلیس آگاهی است. بعد از سال‌ها با او تماس می‌گیرند تا برای تحویل بقایای پیکر برادر شهیدش به خرمشهر برود. اسماعیل راهی سفر می‌شود و در راه، نزدیک خرمشهر تصادف می‌کند؛ اما انگار این حادثه بهانه ای است برای کشف راز یک قتل.

## بازیگران
- احمد نجفی در نقش اسماعیل مینوی
- زیبا بروفه
- پریناز ایزدیار
- بهرام ابراهیمی
- مصطفی راد